# Heuchera longipetala
Heuchera longipetala är en stenbräckeväxtart som beskrevs av José Mariano Mociño och Nicolas Charles Seringe. Heuchera longipetala ingår i släktet alunrötter, och familjen stenbräckeväxter. Inga underarter finns listade i Catalogue of Life.